# گریندر د دوئال
گریندر د دوئال، شاعر و گردآورنده سه منظومه تاریخی «منظومه انطاکیه»، «منظومه اورشلیم» یا «فتح اورشلیم» و «منظومه ناچیزان [اسیران مسیحی]» است. از شرح حال وی اطلاع چندانی در دسترس نیست جز آن که وی در قرن ۱۲ میلادی و همزمان با لوئی هفتم، پادشاه فرانسه، زندگی می‌کرده و این سه منظومه بدو منسوب هستند. در واقع گریندر، اطلاعات بسیاری را از برخی وقایع‌نامه‌های جنگ صلیبی همچون گشتا فرانکاروم اقتباس نمود و در ویرایش. تدوین سه منظومهٔ مزبور به کار برد. همچنین، وی برخی از این اشعار حماسی را که به شکل شفاهی بر زبان مردم جاری بود، جمع‌آوری و مکتوب کرد و آنها را بازنگری نمود و به صورت متونی مدون درآورد که امروزه به نخستین سیکل جنگ‌های صلیبی (به انگلیسی: First Crusade Cycle) معروف هستند. این سه اثر، شرح منظوم اعمال نخستین لشکرکشی صلیبیون به شرق هستند که عمدتاً با استفاده از اطلاعات و مشاهدات عینی سربازان صلیبی بازگشته به اروپا سروده شده‌اند.